# 李茉
李茉（1990年1月21日—），山东济南人，中国女子游泳运动员。
2008北京奥运会中国体育代表团成员，主攻中长距离自由泳。

## 运动经历
- 1996年 山东济南皇亭体校 教练李岩
- 2002年 山东省队 教练魏亚平
- 2005年 国家游泳队 教练魏亚平

## 主要成绩
- 2005年 全国运动会 400米自由泳 第二名
- 2005年 全国运动会 800米自由泳 第三名
- 2006年 亚洲游泳锦标赛 400米自由泳
- 2006年 亚洲游泳锦标赛 800米自由泳第二名